# Анђелко Дујаковић
Анђелко Дујаковић, (Брезичани, Челинац, 19. мај 1941  − Шахмани, Доњи Вакуф, 1. септембар 1992) је био потпуковник ВРС.

## Биографија
Након завршене Школе ученика у привреди, 1962. завршио је пјешадијску подофицирску школу, смјер пјешадија, и Војну академију копнене војске Југословенске народне армије, такође смјер пјешадија, 1967. године. У ЈНА је службовао у гарнизонима Ужице, Требиње и Бања Лука. На посљедњој дужности у ЈНА био је командант наставног центра у гарнизону Бања Лука, у чину потпуковника. У Војсци Републике Српске је био од 13. маја 1992. до смрти. Био је референт органа за морал, вјерске и правне послове команде 30. дивизије 1. крајишког корпуса ВРС.

## Одликовања
Током војне каријере више пута је одликован
- Орденом за војне заслуге са сребрним мачевима,
- Орден рада са сребреним вијенцем